# Puente Viejo (Montauban)
El puente Viejo (en francés: pont Vieux) es un puente medieval de Francia, un puente de mampostería de arcos múltiples e iguales que cruza el río Tarn en la ciudad de Montauban, en el departamento de Tarn y Garona (región de Occitania). Construido entre 1311 y 1355 en piedra aparejada, fue modificado y ampliado en varias ocasiones.
El puente ha sido objeto de una clasificación en el título de los monumentos históricos desde el 15 de diciembre de 1911.

## Historia

### Fundación de Montauban
La ciudad de Montauban fue fundada en el siglo XII por el conde de Toulouse Alfonso Jordán, que estaba en guerra con el duque de Aquitania Guillaume IX. El abad de Montauriol era favorable al duque de Aquitania. Después de haber comprado un terreno muy grande en la meseta que dominaba el Tarn, el conde decidió aprovecharlo para crear allí una nueva ciudad. Tomó el nombre de  Monte albanus, monte blanco o mont des étrangers, que se convirtió en  Montauban.
Para proteger a los nuevos habitantes de las acciones abusivas de los abades de Montauriol y de los señores feudales, el conde de Toulouse les otorgó su protección y una carta de fundación con fecha del 9 de octubre de 1144 indicando que: 

(...) los habitantes del lugar construirán un puente sobre el Tarn. Y cuando el puente se haya construido, el señor conde se entenderá con seis prudhommes, los mejores consejeros, habitantes de dicho lugar, sobre los derechos que deberán establecer, para que dicho puente pueda ser mantenido y reparado.
les habitants du lieu construiront un pont sur le Tarn. Et quand le pont sera bâti, le seigneur comte s'entendra avec six prudhommes, des meilleurs conseillers, habitants dudit lieu, sur les droits qu'ils devront y établir, afin que ledit pont puisse être entretenu et réparé.

El alto costo de construir el puente sin embargo excedía las posibilidades financieras de los habitantes de la ciudad. La ciudad no compró la tierra necesaria para la construcción hasta 1291.

### Construcción del puente

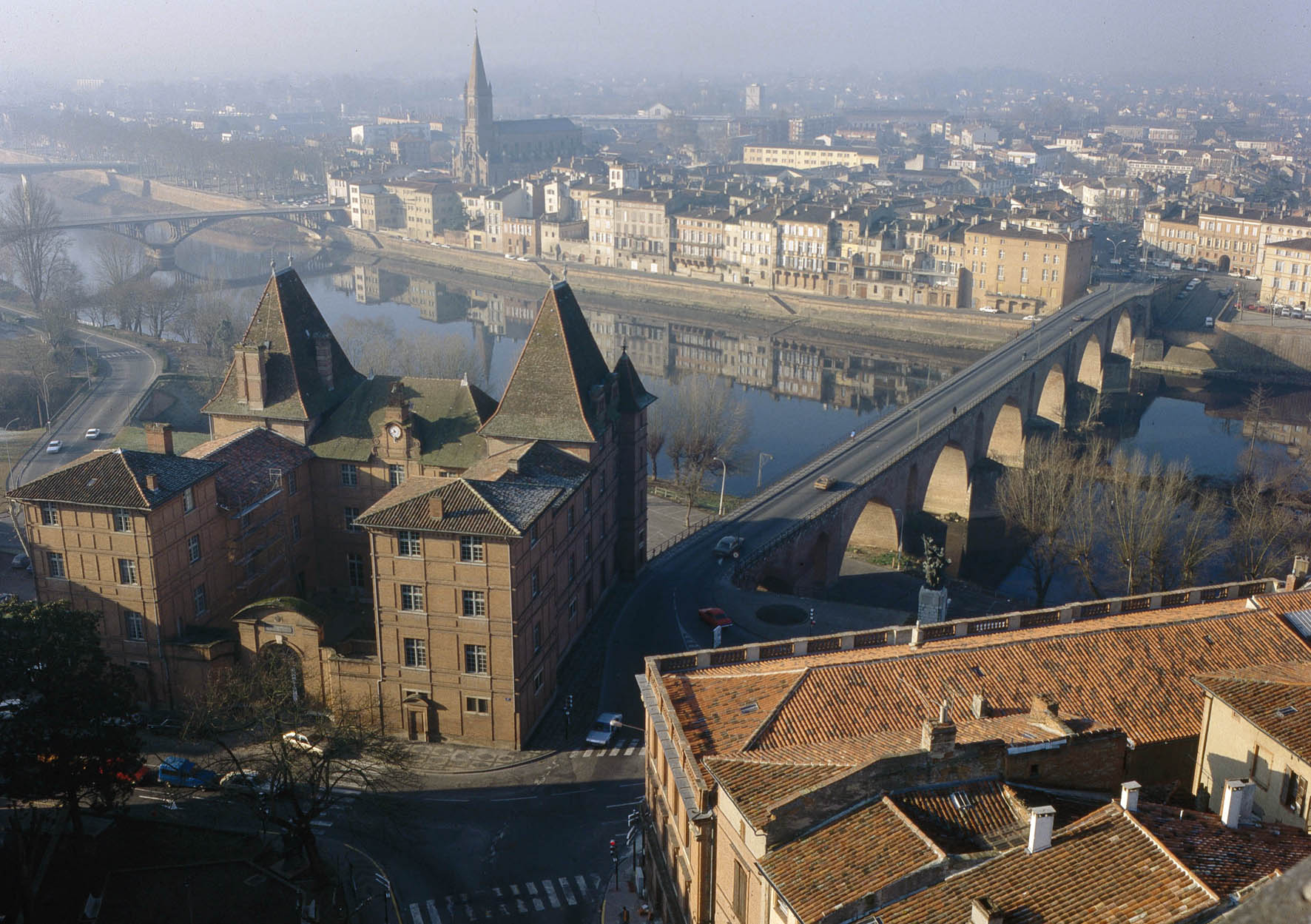
El puente visto desde el palacio episcopal (ahora Museo Ingres)

En 1304, el rey Felipe Le Bel ordenó su construcción. Prometió una subvención para un puente que debía comprender trois bonnes et fortes tours [tres buenas y fuertes torres] y se reservó la propiedad y la custodia. Para financiar los trabajos, se crearon impuestos hasta el final de la construcción: tasas a todos los extranjeros que cruzasen la ciudad, imposición especial aplicable sobre el Quercy y los tolosanos 
La maestría de obras del puente fue confiada a Étienne de Ferrières, castellano real (châtelain) de Montauban, y a Mathieu de Verdun, burgués de la ciudad. La construcción del puente comenzó el 19 de enero de 1311. Los documentos escritos conservados muestran que la construcción comenzó con personajes sin escrúpulos de la administración de la ciudad que habrían desviado parte de los subsidios reales y de los derechos de peaje, y a más, que se habrían negado a participar en la construcción del puente. El 8 de agosto de 1311, el senescal de Quercy fue allí con dos jueces, Bernard Gervais y Mathieu de Courtes-Jumelles, enviados por el rey para examinar el progreso del puente y el empleo de los impuestos percibidos. Este último hizo un informe acusando a los ediles de la desviación de los subsidios y de los materiales destinados a la construcción. Los cónsules fueron convocados para participar en la construcción del puente y de pagar los impuestos previstos.
La muerte del rey en 1314 dio lugar a que la aplicación de las decisiones se postergase hasta febrero de 1315. En presencia de los comisionados reales, una asamblea conjunta del Consejo de los Cónsules y del Consejo general de la ciudad designó a cuatro de sus miembros para estudiar el progreso del puente y el asesoramiento de los expertos sobre la duración de los trabajos. Estimaronn la duración de las obras en unos 20 años y la necesidad de ampliar las tasas previstas por la ordenanza real en ese período. 
Los trabajos parecen haberse reanudado normalmente, pero surgióuna nueva disputa entre el senescal de Quercy que volvió con Mathieu de Courtes-Jumelles y los cónsules. El parlamento de París decidió poner bajo la supervisión del rey el consulado de Montauban. El rey decidió suspender al consulado y despidió a los culpables con una condena a pagar de 20 000 libras así como de 1000 libras de daños e intereses al juzgado de Quercy.
Étienne de Ferrières y Mathieu de Verdun fueron destituidos de sus funciones en 1319. Fueron reemplazados por Fabris de Montauban y Delpech de los suburbios de la ciudad. En 1323, el consulado fue restablecido. Étienne de Ferrières fue rehabilitado en 1321 y Mathieu de Verdun poco después. 
La fecha de finalización del puente no se conoce exactamente debido a la pérdida de parte de los archivos de la ciudad. Se admite que fue terminado en 1335. Comportaba dos torres dispuestas en los extremos. El proyecto original preveía tres torres, pero la torre que se iba a construir en el medio del puente, la torre del rey, no se ejecutó por algún motivo desconocido. Al igual que el puente Saint-Bénézet de Aviñón, tiene una capilla, dedicada a santa Catalina, protectora de los barqueros, en el centro. La torre en la orilla derecha fue destruida en 1663 para despejar el palacio episcopal, actual Museo Ingres. La torre del margen izquierdo fue destruida para permitir la construcción de una puerta triunfal después de la paz de Ryswick, en 1701. Esta última puerta fue destruida en 1870, para mejorar la circulación. La capilla Santa Catalina se demolió en 1828.

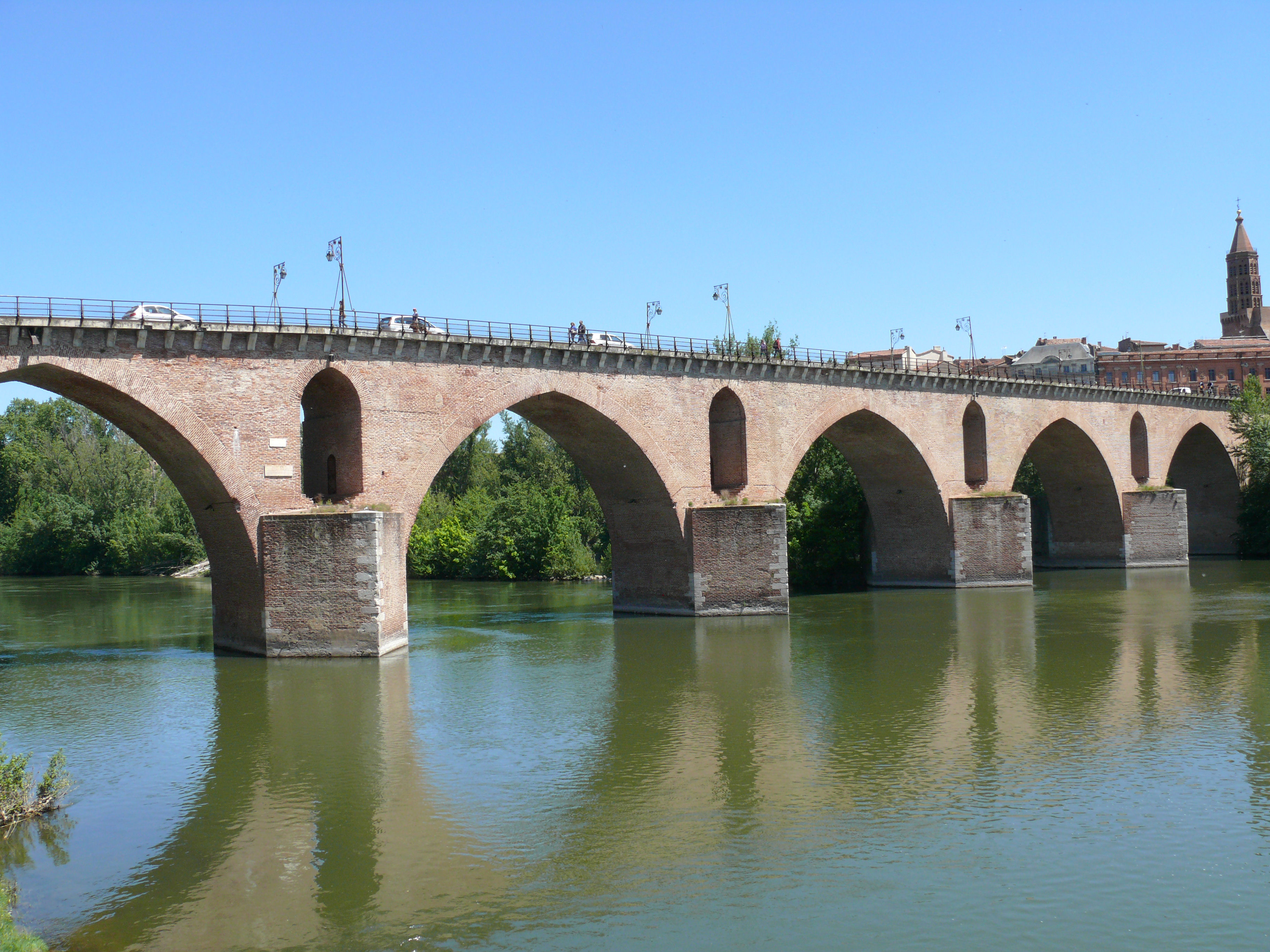
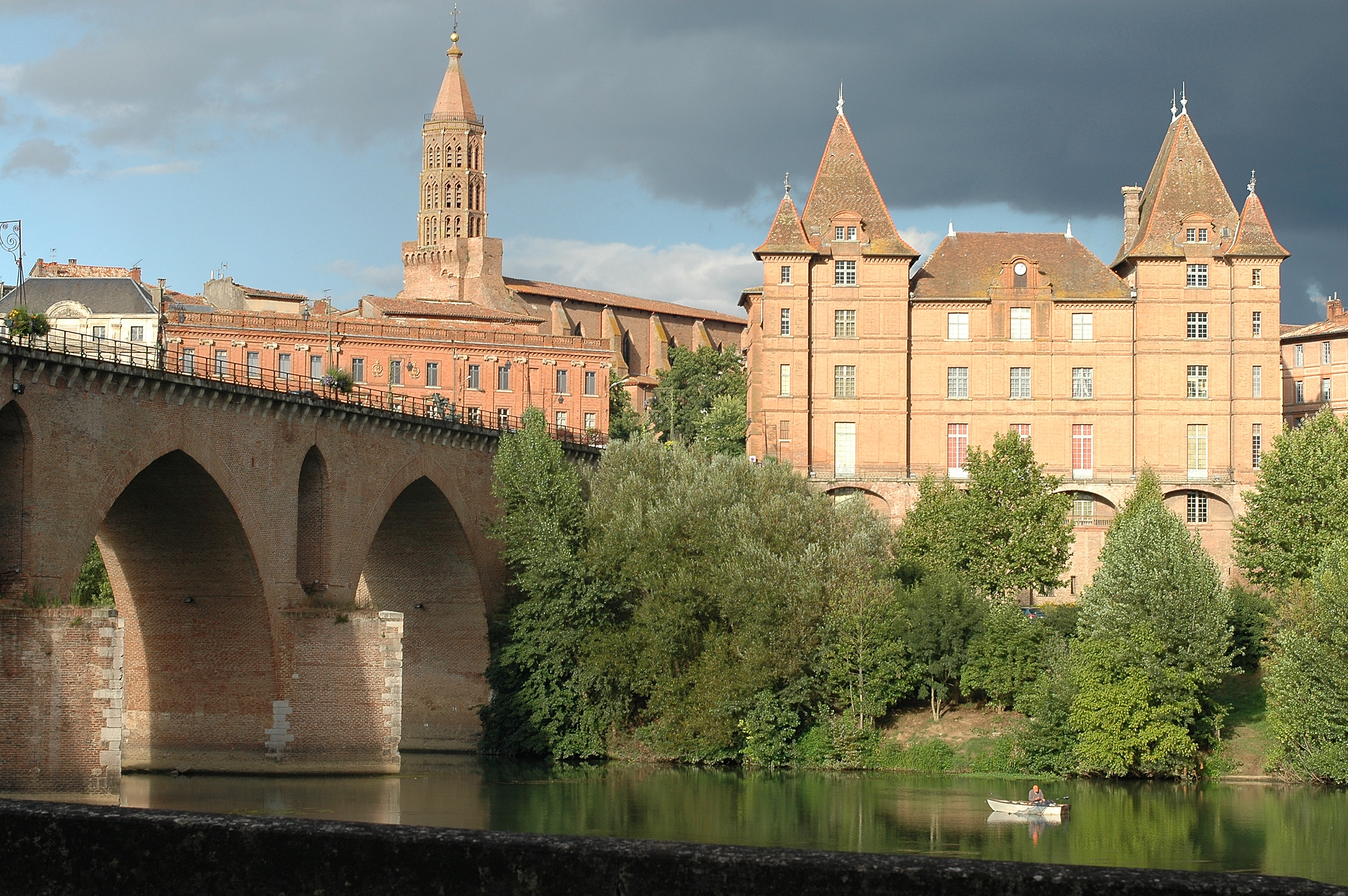
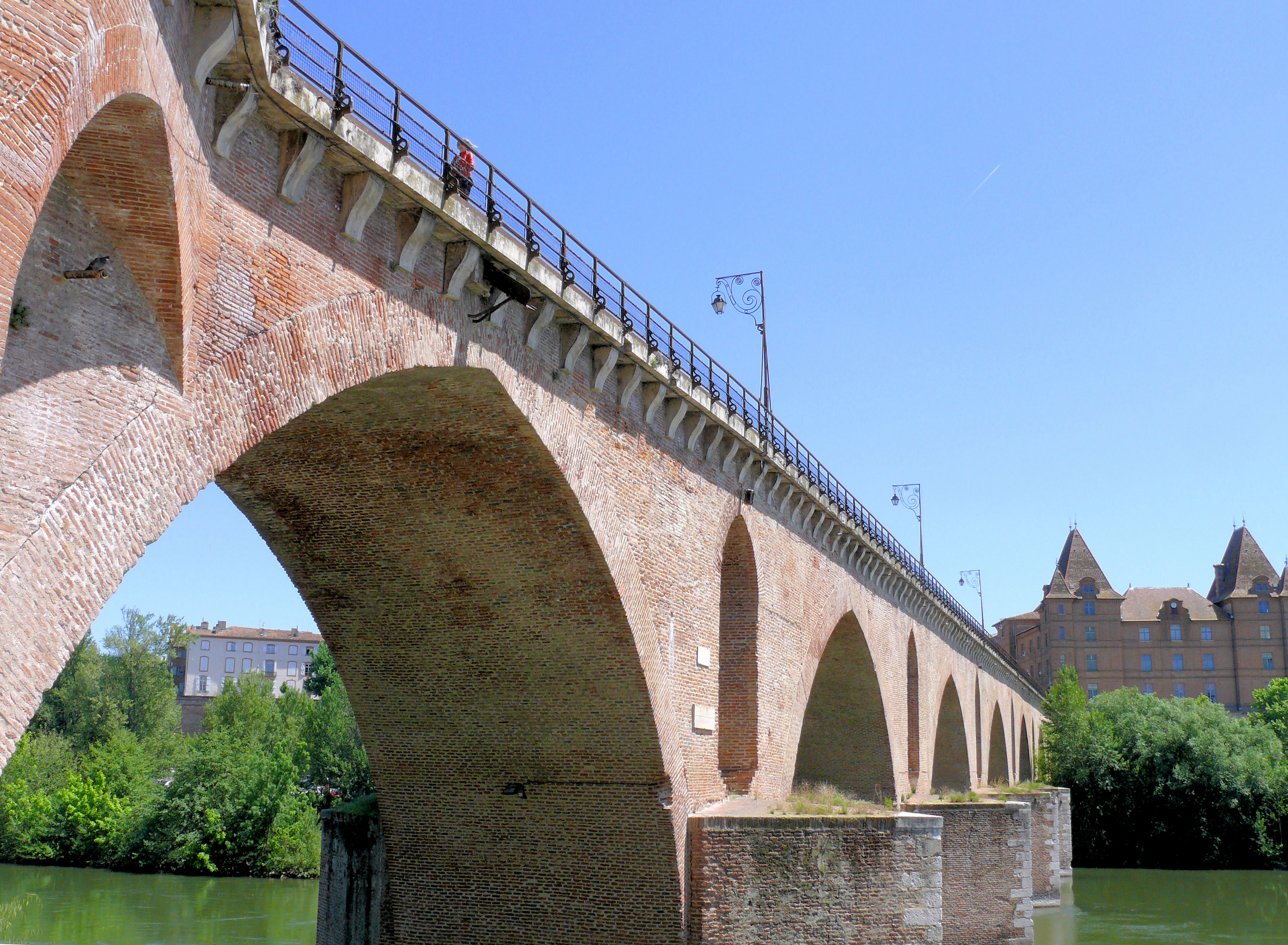
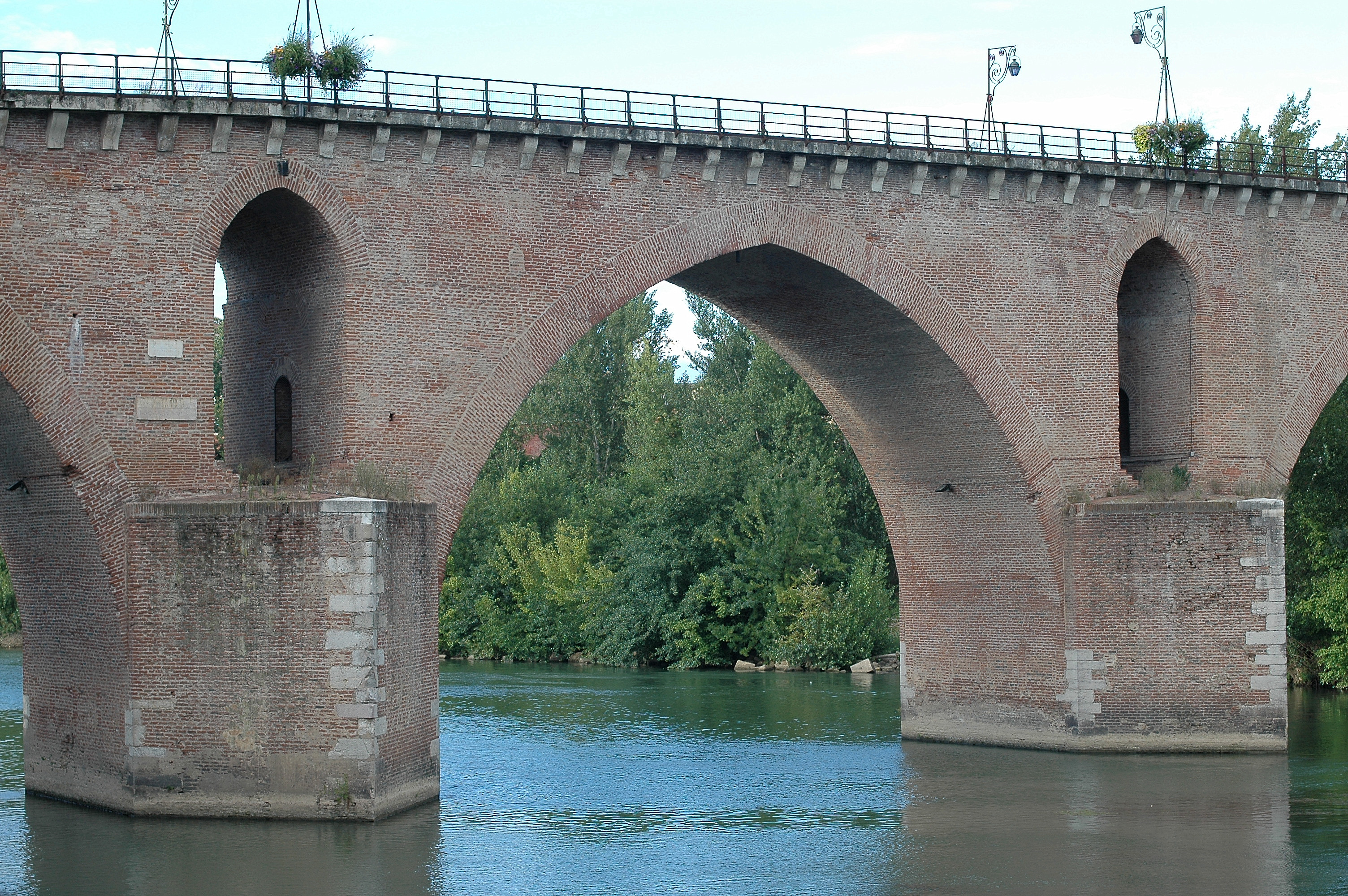

### El puente en la historia de la ciudad
El puente, cuyo parapeto estaba almenado, sirvió como defensa de la ciudad durante el primer asedio de Montauban, en 1562, durante el cual se dañó la torre del lado derecho del río. 
La paz de Saint-Germain-en-Laye en 1570 hizo de la ciudad un lugar de seguridad protestante. El ejército real asedió la ciudad en 1621. La torre de la margen izquierda fue parte de la resistencia de la ciudad y evitó la destrucción del tramo central. 
El puente fue inspeccionado el 8 de marzo de 1627 por François Beuscher, maestro de reparaciones y fortificaciones de Guyena, y por Leonard Dessenault, tesorero de Francia. Su informe escrito poco después de indicaba

(...) un estado de ruinas y reparaciones que son necesarias para reparar: brecha a la entrada del puente que está sobre la torre cuadrada, del lado de Villebourbon, brecha abierta por el cañón en un pilar del puente, brechas hechas bajo el agua y reconocidas por los buzos...
…un état de ruynes et réparations qui sont nécessaires pour réparer : brèche à l'entrée du pont qui est sur la tour carrée, côté de Villebourbon, brèche faite par le canon à un pilier du pont, brèches faites sous l'eau et reconnues par plongeurs…

La torre en la orilla derecha, donde vivía el verdugo, fue destruida para permitir la construcción del palacio episcopal, en 1663. 
El puente fue restaurado en 1667 por el intendente Pellot. Una placa grabada colocada sobre una pilona del puente recuerda esta reparación. 
La otra torre fue destruida en 1701 por el intendente Le Gendre para celebrar la  paz de Ryswick de 1697. Hizo construir en su lugar una puerta en ladrillo y piedra formando un arco de triunfo que celebraba una victoria de Luis XIV con un frontón triangular que lleva las armas del rey.
El intendente Chaumont de la Galaizière trabajó para mejorar la circulación peatonal en el lado de la ciudad en 1758. 
En 1828, el municipio creó aceras en la plataforma y reemplazó los parapetos con barreras metálicas. La capilla de Sainte-Catherine fue destruida. En 1869, la puerta construida en 1701 por el intendente Le Gendre fue destruida. El puente se amplió en 1881. Hoy, el puente sirve como un puente de carretera. 

## Descripción
El puente tiene 205 metros de largo y tiene un tablero plano, algo raro en la Edad Media. Siete arcos ojivales, provistos de tajamares, se perforan con aberturas altas para evacuar más agua durante las crecidas. Las aberturas de los arcos son: 21,49 - 21,43 - 21,38 - 21,39 - 21,30 - 21,56 - 22,75 m. El espesor de las pilonas, a su vez, es: 8,14 - 8,17 - 7,94 - 8,16 - 8,30 - 8,19 m.